# Емека Езеуго
Емека Езеуго (англ. Emeka Ezeugo, нар. 16 грудня 1965, Аба) — нігерійський футболіст, що грав на позиції півзахисника.
Виступав, зокрема, за клуби «Люнгбю» та «Ольборг», а також національну збірну Нігерії.

## Клубна кар'єра
У дорослому футболі дебютував 1988 року виступами за команду «Енугу Рейнджерс», у якій провів один сезон. 
Згодом з 1989 по 1990 рік грав у складі команд «Мохамеддан» (Дакка) та «Паханг».
Своєю грою за останню команду привернув увагу представників тренерського штабу клубу «Люнгбю», до складу якого приєднався 1990 року. Відіграв за команду з Конгенс Люнгбю наступні три сезони своєї ігрової кар'єри.
Протягом 1993 року захищав кольори клубу «Фрем».
У 1993 році уклав контракт з клубом «Ольборг», у складі якого провів наступний рік своєї кар'єри гравця. 
Протягом 1994—2000 років захищав кольори клубів «Гонвед», «Фремад Амагер», «Черчілл Бразерс», «Херші Вайлдкатс», «Портмадог», «Коннектікут Ольвес» та «Депортіво Ванка».
Завершив ігрову кар'єру у команді «Естудіантес де Медесіна», за яку виступав протягом 2001 року.

## Виступи за збірну
У 1992 році дебютував в офіційних матчах у складі національної збірної Нігерії.
У складі збірної був учасником Кубка африканських націй 1992 року у Сенегалі, на якому команда здобула бронзові нагороди, чемпіонату світу 1994 року у США.
Загалом протягом кар'єри в національній команді, яка тривала 3 роки, провів у її формі 11 матчів.

## Титули і досягнення
- Бронзовий призер Кубка африканських націй: 1992